# Olajumoke Adenowo

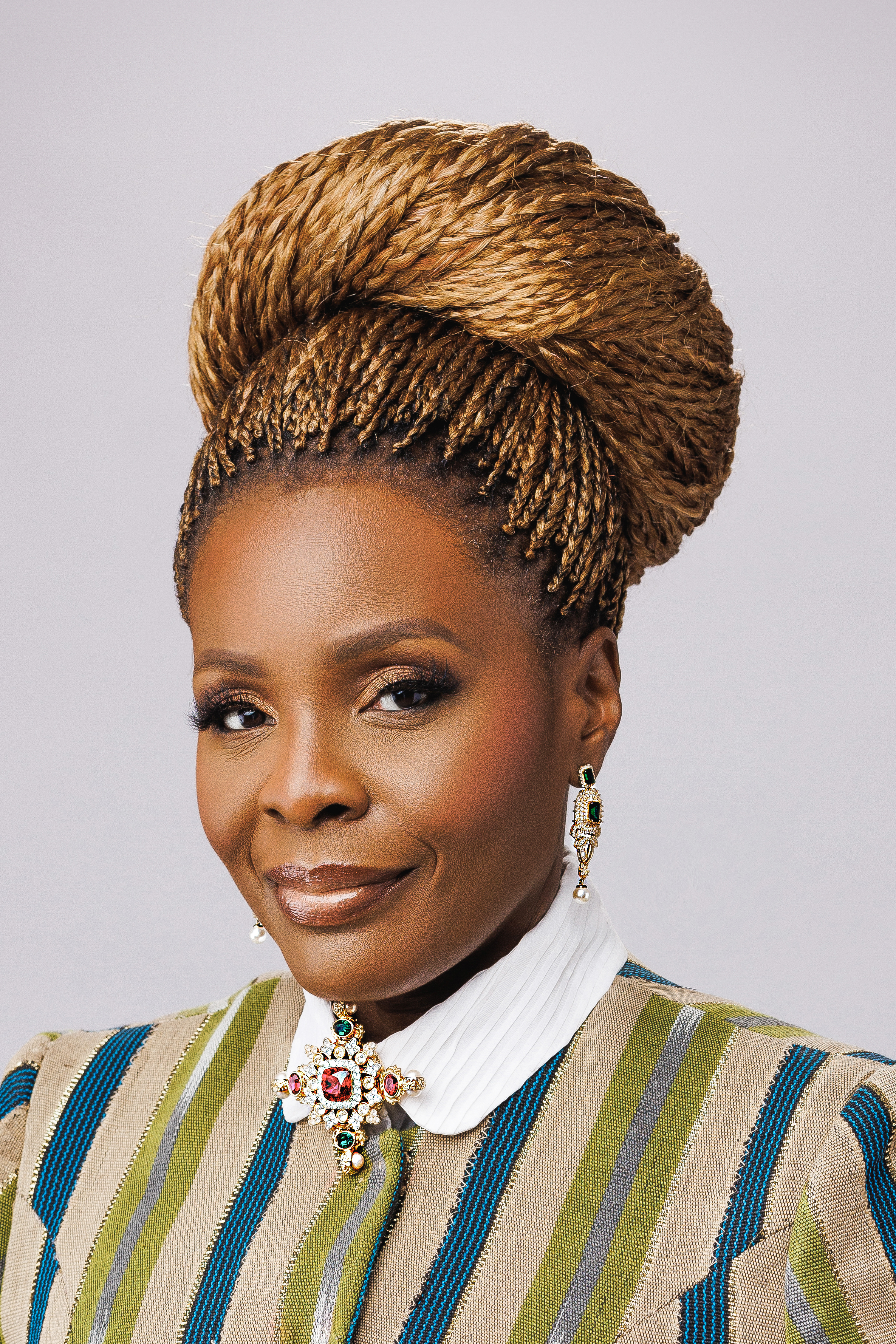
Olajumoke Adenowo

Olajumoke Adenowo (geboren als Olajumoke Olufunmilola Oloruntimehin 16. Oktober 1968 in Ibadan, Oyo) ist eine nigerianische Architektin, Unternehmerin, Autorin und Philanthropin. Sie gründete das Architekturbüro AD Consulting, das Energieunternehmen Advantage Energy, die Immobilienfirma Advantage Property und die Organisation für die Förderung von Mädchen Awesome Treasures Foundation.

## Leben

### Jugend und Ausbildung
Olajumoke Adenowos Vater war der Geschichtsprofessor Olatunji Oloruntimehin, ihre Mutter die Soziologieprofessorin Olufunmilayo Oloruntimehin. Als Kind bereiste Adenowo mit ihren Eltern europäische Städte wie Paris, Hamburg, Amsterdam oder Edinburgh. Ihre Eltern lehrten beide an der Obafemi Awolowo University in Ile-Ife, die zwischen 1962 und 1972 von dem am Bauhaus ausgebildeten Architekten Arieh Sharon entworfen wurde. Adenowo schrieb sich im Alter von 14 Jahren an der Obafemi Awolowo University ein, auf deren Campus sie aufgewachsen ist. Mit 19 schloss sie ihr Studium mit einem Bachelor of Science in Architektur mit Auszeichnung ab. An der gleichen Universität erwarb sie 1991 einen Master of Architecture mit Auszeichnung.

Adenowo nahm 2002 am Chief Executive Programme der Lagos Business School teil. An der Universität Navarra in Barcelona schloss sie 2005 die IESE Business School ab. Des Weiteren besuchte sie 2016 die Yale School of Management und 2019 die Harvard Kennedy School.

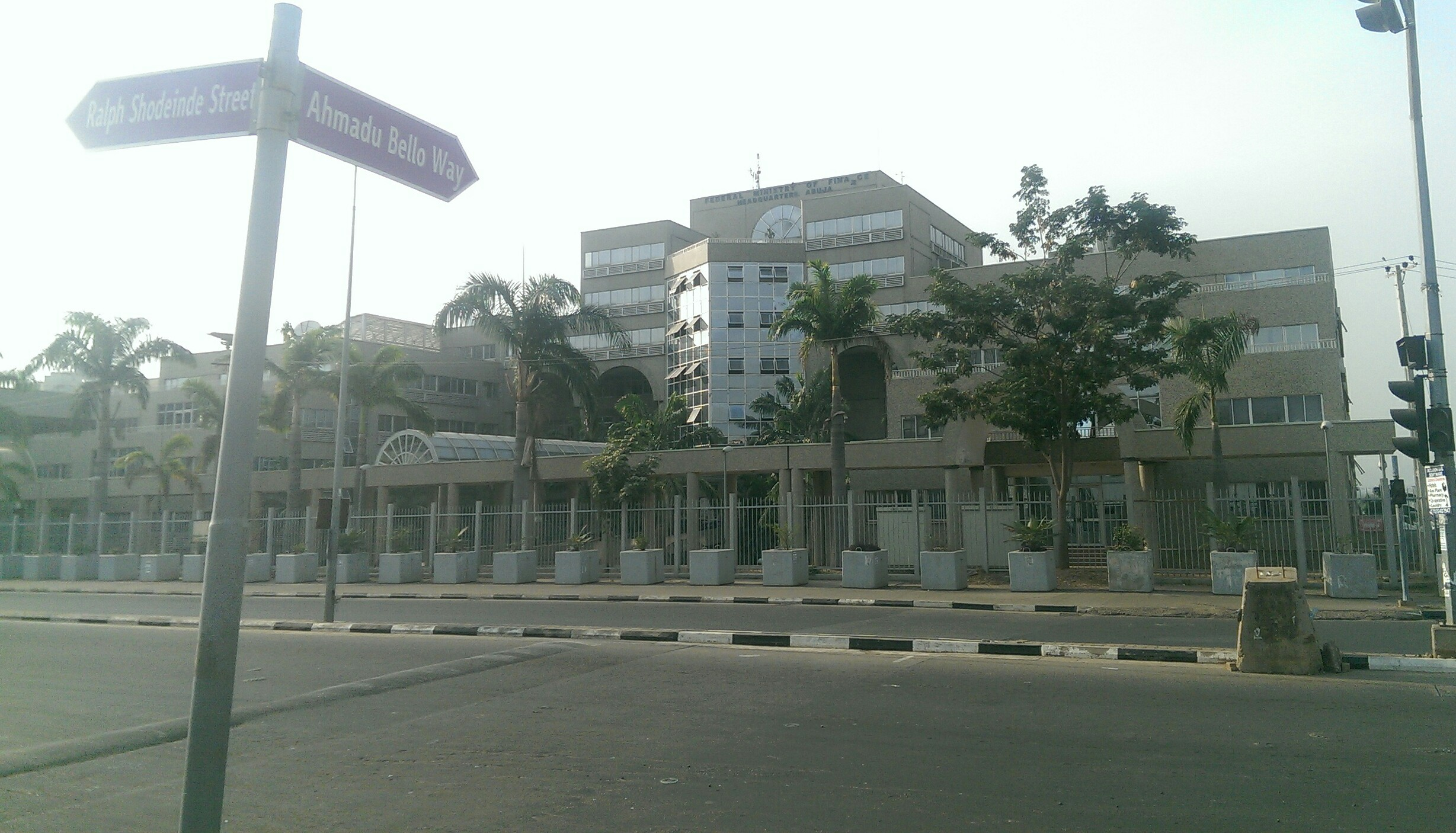
Bundesfinanzministerium in Abuja, Nigeria

### Architektin
Nach Abschluss ihres Studiums arbeitete Adenowo in den in Lagos ansässigen Architekturbüros Towry Coker Associates und Femi Majekodunmi Associates. In letzterem war sie an der Planung des Bundesfinanzministeriums in Abuja beteiligt.
1994 gründete Adenowo ihr eigenes Architekturbüro AD Consulting. Seit seiner Gründung war AD Consulting für die Planung und Ausführung von über 100 Projekten zuständig. Dazu gehören institutionelle Gebäude, Bürokomplexe, gemischt genutzte Projekte, Konzerthallen, private Wohnhäuser, Gesundheitseinrichtungen, Industrieanlagen und Masterpläne. Das Unternehmen startete in einem winzigen Büro, hat heute drei Niederlassungen in Lagos und unterhält ein Studio für Innenarchitektur.

### Weiteres Engagement
Später gründete Adenowo Advantage Energy, ein Öl- und Gasdienstleistungsunternehmen und die Immobilienfirma Advantage Property.
1999 Adenowo gründete die Awesome Treasures Foundation (ATF), eine christlich fundierte Nichtregierungsorganisation, die von den Vereinten Nationen und dem Kongress der Vereinigten Staaten anerkannt ist. Die Awesome Treasures Foundation ist durch ihre Freiwilligen und Partner weltweit tätig und hat sich zum Ziel gesetzt, bis zum Jahr 2030 1.000 Führungspersönlichkeiten auszubilden, die sich für Frieden und Fortschritt einsetzen. Adenowo nutzt ihre Radiosendung „Voice of Change“ dazu, um einem breiten jugendlichen Publikum beizubringen, ihren Politikern die richtigen Fragen zu stellen und sie zur Verantwortung zu ziehen.
Adenowo engagiert sich in Vorständen verschiedener Organisationen. Sie war Vizepräsidentin des Chief Executive Programme der Lagos Business School und Vorsitzende des National Tank Youth Development Committee. Sie ist Vorstandsmitglied der British School of Lomé, der Fountain Holdings Ltd, des Centre for Social Reformation und von Leadway Tours & Travels.
Sie ist Mitglied in Berufsverbänden, wie dem Nigerian Institute of Architects, dem Chartered Institute of Arbitrators, dem African Leadership Network, dem Interior Design Association of Nigeria, dem European Coaching Institute und der International Mentoring Association. Sie ist Mitglied des Global Philanthropy Forum und des African Philanthropy Forum.

### Wissenschaft und Beiträge in wissenschaftlichen Publikationen
2019 war Olajumoke Adenowo Gastprofessorin am Lehrstuhl für Theorie und Geschichte von Architektur, Kunst und Design der Technischen Universität München (TUM). Titel ihrer Vorlesungen war „Democracy reflected in Form Space and Order: Learning from West Africa’s Ancient Empires“. Im Rahmen dieser Gastprofessur hielt sie auch einen Workshop im Haus der Kunst zum Thema „Architecture and Space: On Form and Function in Nigeria“.
Mit der Zeit entwickelte Adenowo ihre Design-Philosophie Neo Heritage Architecture. Diese hat sie in der Monographie „Neo Heritage. Defining Contemporary African Architecture“ niedergeschrieben, wo sie aufzeigt, dass Afrikaner ihre eigene Geschichte definieren müssen, da ansonsten andere ihre Vorstellung von afrikanischer Geschichte für die Afrikaner festschreiben werden – und die Geschichte Afrikas kann so niemals verstanden werden. Die Prägung durch den Bauhausstil der Obafemi Awolowo University wird bei Adenowo überlagert von dem Interesse an der traditionellen Yoruba-Architektur und den handwerklichen und kreativen Traditionen der nigerianischen Architektur.
Adenowo war zu Vorträgen eingeladen auf internationalen Konferenzen zu den Themen Architektur, Kunst, Führung, Jugend und Frauenförderung. Sie hielt Vorträge unter anderem beim McKinsey Executive Leadership Program, im African Business Club der Harvard Business School, bei Solve am Massachusetts Institute of Technology, oder bei der African Society der University of Cambridge.

### Medienecho
Der amerikanische Fernsehsender CNN bezeichnete Adenowo als „Afrikas Stararchitektin“ und die britische Tageszeitung The Guardian (Nigeria) beschrieb sie als „das Gesicht der nigerianischen Architektur“. Im Jahr 2018 wurde sie vom Royal Institute of British Architects (RIBA) als eine der inspirierenden Frauen in der heutigen Architektur ausgezeichnet.
Über Adenowo wurde in international renommierten Zeitschriften geschrieben, wie etwa im Architectural Record, im Fortune Magazine, in Forbes Africa und der Fortune vorgestellt. In einem Interview mit der deutschen Architekturzeitschrift Bauwelt erläuterte sie „[Architektur ist] funktionale Kunst, in der man leben kann“. Sie führte dazu weiter aus, dass eine Beschäftigung mit der traditionellen Handwerkskunst Nigerias zur Nachhaltigkeit des Bauens in der Welt beitragen könne.

### Privates
Olajumoke Adenowo ist verheiratet mit Olukorede Adenowo. Sie haben zwei Söhne, Toluwalase und Toluwaloju.

## Preise und Ehrungen (Auswahl)
Adenowo gewann eine Reihe von Preisen und Auszeichnungen.

### Architekturpreise
- 2012: Best Public Service Architecture im Rahmen der International Property Awards
- 2012: Best Commercial Designer im Rahmen der IDEA Awards
- 2013: Best Mixed-Use Architecture im Rahmen der African Property Awards
- 2013: Best Office Architecture and Best Public Service Architecture
- 2012: Best Commercial Designer im Rahmen der IDEA Awards
- 2013: Best Interior Architect im Rahmen der IDEA Awards
- 2014: Best Institutional Architect im Rahmen der IDEA Awards
- 2018: Excellenz-Botschafterin für außergewöhnliche Leistungen in Architektur und Entwicklung der Frau der Obafemi Awolowo University

### Weitere Auszeichnungen
- 2014: Ekiti State Merit Award als Professional[22]
- 2016: Business Award der Zeitschrift New African Woman[23][24]
- 2017: Africa's Most Inspiring Business Woman (Afrikas beeindruckendste Geschäftsfrau) auf dem Kongress Batisseurs Des Economie De L’Afrique[1]
- 2018: Jurymitglied der Cartier Women’s Initiative Awards[14]
- 2020: Entrepreneur of the Year (Unternehmerin des Jahres) der Zeitschrift Forbes Woman Africa[25]
- 2020: 50 Most Powerful Women in Africa der Zeitschrift Forbes Africa[26]
- 2024: 50 Over 50 Most Powerful Women in Africa der Zeitschrift Forbes Africa[14]

## Projekte (Auswahl)
Eine Auswahl der Projekte von Adenowo sind aufgelistet nach dem Datum der Fertigstellung:
- 2001: Nigeria Universal Bank (NUB), Niederlassung Kaduna, Nigeria[27]
- 2002: Guiding Light Assembly Church, Lagos, Nigeria[28][29]
- 2009: LDA Studio, Ikoyi, Lagos, Nigeria[30]
- 2010: Coca-Cola Headquarters, Cafeteria Redevelopment, Ikoyi, Lagos, Nigeria[31]
- 2010: Coca-Cola Headquarters Atrium, Sanierung, Ikoyi, Lagos, Nigeria[32]
- 2012: Townhouses On Macdonald Street, Ikoyi, Lagos, Nigeria[33]
- 2013: L’Oréal West Africa headquarters, Ikeja, Nigeria[34]
- 2013: AD Studios, Lekki, Lagos, Nigeria[35][36]
- 2014: Tara headquarters, Lekki, Lagos, Nigeria[37]
- 2015: GT-Bank E-Branch, Toyin Street, Lagos, Nigeria[38]
- 2015: Rain Oil Head Office, Lekki, Lagos, Nigeria[39]
- 2018: Villa on Reeve Road, Ikoyi, Lagos, Nigeria[40][41][42]
- 2019: Villa At Pinnock Beach Estate, Nigeria[43]

Diverse Entwürfe konnte Adenowo bisher nicht noch realisieren, obwohl sie beauftragt wurden:
- 2012–: Obafemi Awolowo University (OAU) Senate Building, Ile-Ife, Osun, Nigeria[45]
- 2016–: Abuja Film City Project, Abuja, Nigeria[46]
- 2017–: Center For Leadership Project, Port Harcourt, Rivers State, Nigeria[47]
- 2020–: Institute of Peace and Strategic Studies, University of Ibadan, Oyo, Nigeria[48]

## Veröffentlichungen (Auswahl)

### Sachbücher
- Lifespring. The mother's prayer manual. AuthorHouse, 2012, ISBN 978-1-4685-8287-1 (englisch).
- The mysterious seed. Powerful secrets of financial increase. AuthorHouse, Bloomington 2013, ISBN 978-1-4685-8285-7 (englisch).
- Neo Heritage: Defining Contemporary African Architecture. Rizzoli, Mailand / New York 2023, ISBN 978-88-918361-6-8 (englisch).

### Fiktionale Literatur
- Beyond My Dreams. Kachifo Limited, Lagos 2019, ISBN 978-978-56969-3-6 (englisch).